# Sarah Bacon
Sarah Bacon (Indianápolis, 20 de septiembre de 1996) es una deportista estadounidense que compite en saltos de trampolín.
Participó en los Juegos Olímpicos de París 2024, obteniendo una medalla de plata en la prueba de trampolín 3 m sincro (junto con Kassidy Cook).
Ganó dos medallas de plata en el Campeonato Mundial de Natación, en los años 2019 y 2022, y dos medallas en los Juegos Panamericanos de 2019.

## Palmarés internacional
| Juegos Olímpicos     | Juegos Olímpicos        | Juegos Olímpicos | Juegos Olímpicos     |
| Año                  | Lugar                   | Medalla          | Prueba               |
| -------------------- | ----------------------- | ---------------- | -------------------- |
| 2024                 | París (Francia)         | Medalla de plata | Trampolín 3 m sincro |
| Campeonato Mundial   |                         |                  |                      |
| Año                  | Lugar                   | Medalla          | Prueba               |
| 2019                 | Gwangju (Corea del Sur) | Medalla de plata | Trampolín 1 m        |
| 2022                 | Budapest (Hungría)      | Medalla de plata | Trampolín 1 m        |
| Juegos Panamericanos |                         |                  |                      |
| Año                  | Lugar                   | Medalla          | Prueba               |
| 2019                 | Lima (Perú)             | Medalla de oro   | Trampolín 1 m        |
| 2019                 | Lima (Perú)             | Medalla de plata | Trampolín 3 m sincro |